# José Vicente de Amorim Bezerra
José Vicente de Amorim Bezerra (1799 — 1865) foi um militar e magistrado brasileiro.
Foi presidente da província da Paraíba, nomeado por carta imperial de 31 de dezembro de 1849, de 23 de janeiro de 1850 a 30 de setembro de 1850.